# Epipsilia obscura
Epipsilia obscura là một loài bướm đêm trong họ Noctuidae.